# Monte Bertona
Il monte Bertona (1.220 m.s.l.m.) costituisce il limite meridionale del parco nazionale del Gran Sasso. 
Caratteristico è il suo profilo piatto; sulla sommità si possono trovare dei ruderi attribuibili verosimilmente ad una torre di avvistamento medievale. Questi ruderi, chiamati "Le tre cornette", sono stati da sempre oggetto di una notevole quantità di leggende su tesori nascosti dai briganti ivi sepolti. 
Il "castrum di Bertona" viene citato in un documento risalente al 1231 in un elenco di strutture fortificate da riparare compilata per ordine di re Federico II di Svevia.